# Galceran Albanell i Durall
|  | Aquest article tracta sobre el militar. Vegeu-ne altres significats a «Galceran Albanell». |

Galceran Albanell i Durall   (Barcelona, c. 1492 - valor desconegut) fou un militar català, fill de Jeroni Albanell i Dalmau i pare de Jeroni Albanell i Almogàver.
Fou gentilhome de la guàrdia reial des del 1512. El 1531 va rebre l'hàbit que el distingia com a membre de l'orde militar castellà de San Jaime. L'any següent lluitava pel rei-emperador Carles I a Hongria, el 1535 ho feia a Tunis i el 1542 lluitava a Perpinyà. El 1548 era cònsol militar a la Llotja de Mar.